# Viforoasa
Viforoasa (węg. Havadtő) – wieś w Rumunii, w okręgu Marusza, w gminie Fântânele. W 2011 roku liczyła 857 mieszkańców.